# Holnis
Holnis (dänisch: Holnæs) ist eine Halbinsel in der Ostsee, die sich auf einer Länge von 6 km nordöstlich der Stadt Glücksburg in Schleswig-Holstein in die Flensburger Förde erstreckt und als ein Ortsteil zu Glücksburg gehört. Die Halbinsel ist ein wichtiger Bestandteil des örtlichen Tourismus. Auf Holnis befinden sich eine Steilküste, Sandstrände und eine Salzwiese mit einer bedeutenden Brutkolonie für Seevögel. 

## Name und Geschichte

Holnis als Insel (Karte von 1893)

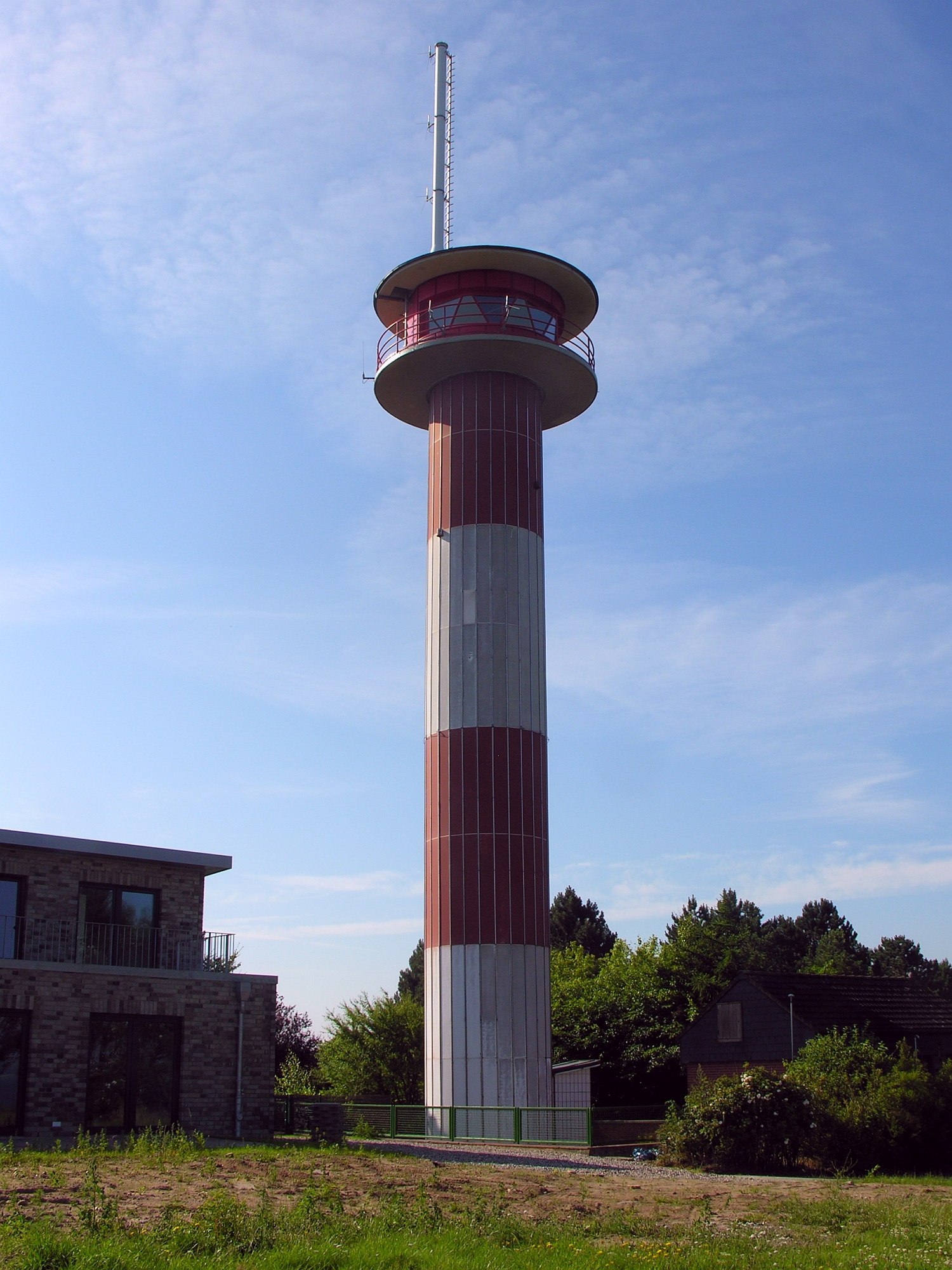
Leuchtturm Holnis (Standort: östl. Ende des Ortes Schausende an der Flensburger Innenförde, Foto 2012)

Ursprünglich war Holnis eine Insel, die erst in der Neuzeit über einen Damm ans Festland angebunden wurde. Das Große und das Kleine Noor sowie der See Neupugum waren flache Meeresbuchten. Erst durch Eindeichungen im Jahr 1929 wurde das Gebiet endgültig ans Festland angeschlossen. Ein Schöpfwerk beim angrenzenden Schausende entwässert bis heute dasjenige Gelände, das unterhalb des Meeresspiegels liegt.
Der Ortsname Holnis wurde erstmals 1463 schriftlich dokumentiert. Für den ersten Teil des Namens Hol(d)- existieren verschiedene Herleitungen. Eine erste Herleitung verweist darauf, dass das Glücksburger und Munkbraruper Gebiet (Rude inbegriffen) ursprünglich stark bewaldet war. Auch der Name von Holnis verdeutliche dies, denn „Hold“ bedeute Holz. Neben dieser Herleitung existiert die Vermutung, dass der Wortbestandteil „Erbbauer“ bedeuten könnte (vgl. altnordisch hǫlðr und altdänisch hald). Der Wortbestandteil könnte aber auch auf das niederdeutsche Verb holen oder auch dänische Verb holde zurückgehen, die jeweils halten bedeuten, da vor der Halbinsel Schiffe gehalten haben. Der zweite Teil des Namens -nis oder dän. -næs beschreibt im Dänischen eine Landspitze oder Halbinsel.
Bis zu ihrer Eingemeindung nach Glücksburg am 1. Oktober 1938 bildete Holnis eine Gemeinde im Kreis Flensburg-Land. Bemühungen von Holniser Einwohnern, die Zwangseingemeindung nach dem Zweiten Weltkrieg rückgängig zu machen, schlugen fehl. Dennoch beschloss das Glücksburger Rathaus 1949 die Einrichtung eine Kommission für die 1938 zwangseingemeindeten Gemeinden Holnis und Bockholm. Die Kommission, welche Vorschläge zur Förderung der Bereiche Holnis und Bockholm im Rathaus beisteuern durfte, bestand bis 1968.

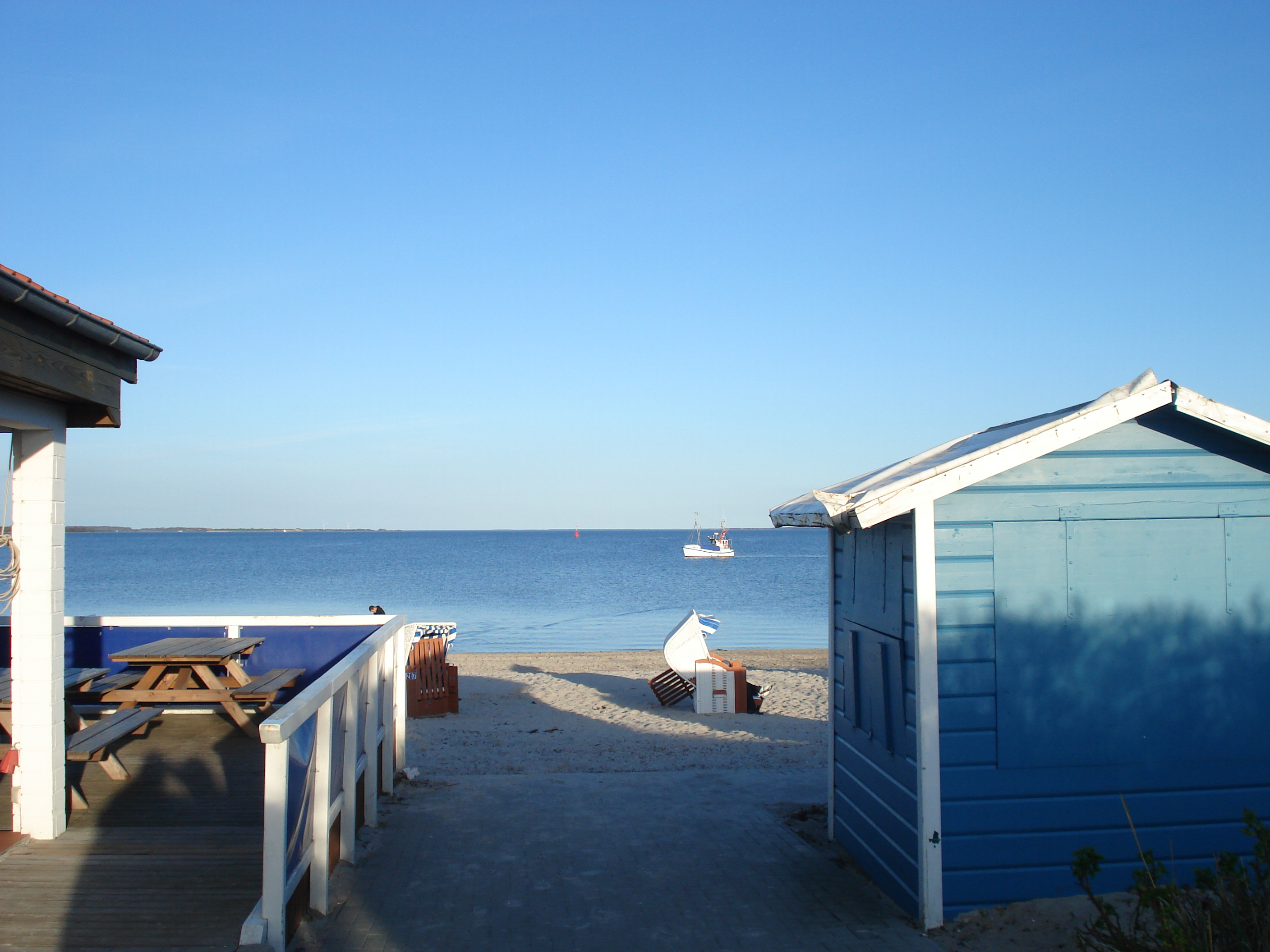
Der Strand von Holnis-Drei mit Blick auf die Flensburger Außenförde.

Am südöstlichen Rand von Holnis liegt der kleine Ort Drei (dänisch: Draget). Hier zogen einst die Fischer ihre Boote auf das sandige Ufer. Der bei Drei gelegene Bade- und Kurstrand gilt als einer der schönsten Strände an der Flensburger Förde. Im Gegensatz zum Glücksburger Kurstrand und den Flensburger Stränden liegt er nicht an der Innenförde, sondern an der Außenförde. Diese öffnet sich zur freien Ostsee mit einer gleichbleibenden Zirkulation und folglich einem dauerhaften Wasseraustausch, der in der Innenförde wesentlich geringer ist. Hieraus resultiert in der Außenförde eine oft deutlich bessere Wasserqualität mit einem höheren Salz- und Sauerstoffgehalt, während die Innenförde zumeist nahezu aus Brackwasser besteht. Weiter südlich von Drei liegen zudem die Glücksburger Nachbarortsteile Bockholm und Iskiersand. (Das benachbarte Dorf Munkbrarup besitzt einen angrenzenden, namensgleichen Ortsteil namens Iskiersand.) An südwestlichen Rand von Holnis, an der Innenförde, liegt zudem der Ort Schausende (von dänisch Skovsende, etwa „Waldende“) mit einem kleinen Yachthafen und einem Leuchtturm. Schausende gehörte ebenso wie Drei nicht zur ursprünglichen Insel Holnis. Schausende grenzt an das Friedeholz, wo in der Jungsteinzeit mehrere Großsteingräber angelegt wurden, deren Überreste teilweise noch sichtbar sind.

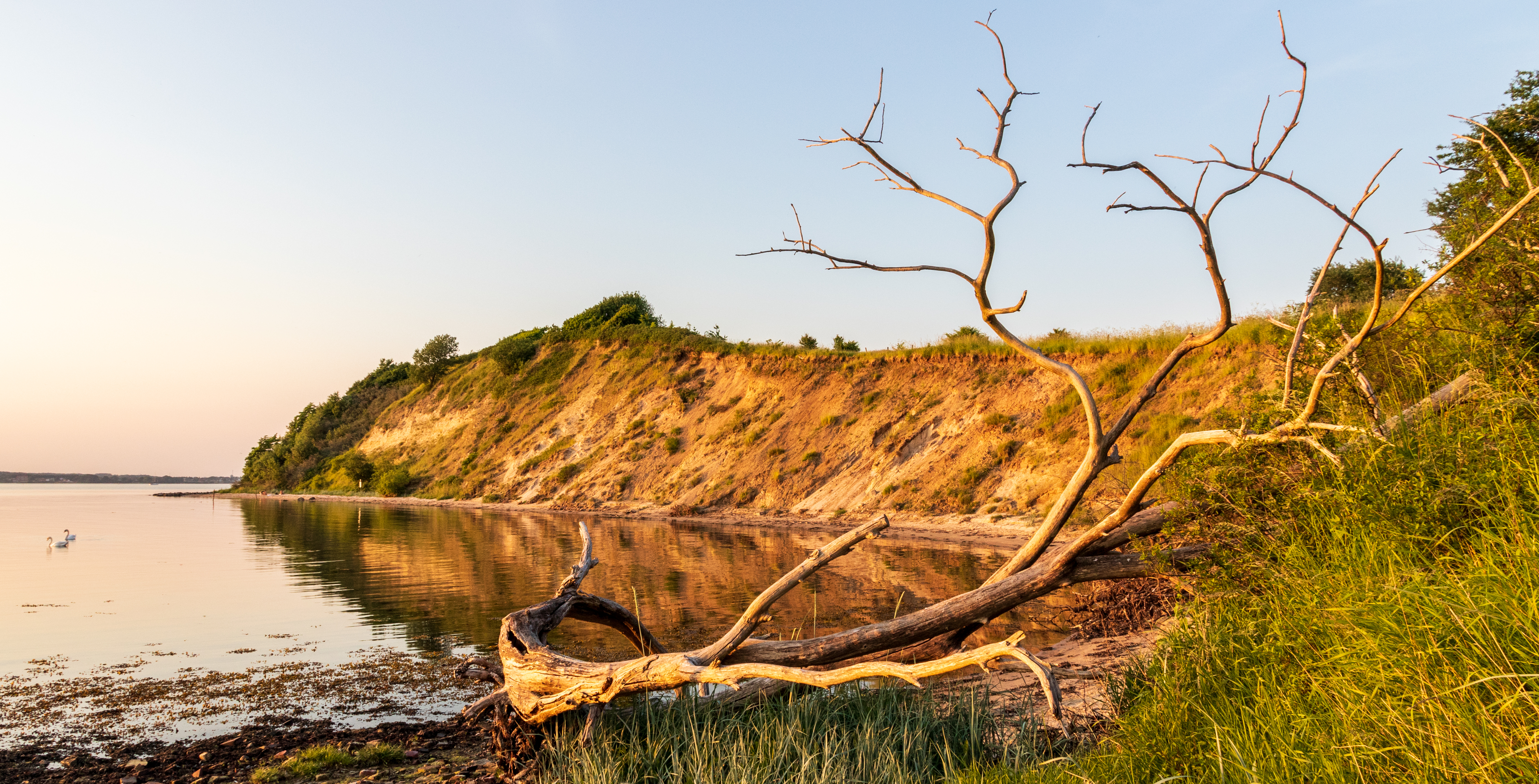
Steilküste Holnis

Die zwischen Schausende und der Spitze der Halbinsel liegende Steilküste ist ein Resultat der tektonischen Verformungen durch die letzte Eiszeit, die für die Landschaftsgenese der gesamten Ostküste des nördlichen Schleswig-Holsteins verantwortlich ist. Die in der letzten Eiszeit entstandenen Endmoränen reichen hier bis an die Ostseeküste heran und sind durch die Brandung der Jahrtausende zu einer Steilküste geformt worden. Da die Steilküste bis heute in ihrem ursprünglichen Zustand belassen wurde, bricht von Zeit zu Zeit einiges Material aus den unterhöhlten Stellen ab und bleibt an der Brandungsplattform liegen. Es kann vorkommen, dass auch größere Teil als Schollen abrutschen, weil die Moränen von zahlreichen Tonschichten durchzogen werden. Da sich auf diesen wasserundurchlässigen Tonschichten das Niederschlagswasser sammelt, tritt an den steilen Wänden Wasser aus zahlreichen kleinen Quellen zutage.

## Wirtschaft
Auf Holnis bestanden drei Ziegeleien. Die letzte Ziegelei wurde 1961 wegen Unwirtschaftlichkeit bei zunehmenden Lehmmangel abgerissen. Die Villa des letzten Fabrikbesitzers nahe des kleinen Noors besteht noch.  Die vielen entsorgten Ziegel über weite Strandabschnitte zeugen von der fast drei Jahrhunderte langen wirtschaftlichen Tätigkeit.

## Naturschutz
Teile der Halbinsel sind als Naturschutzgebiet ausgewiesen: Das kleine Noor steht, ebenso wie die Steilküsten, die Salzwiese, der Nordstrand und die Flächen am Deich ab Schausende unter Naturschutz. Sie dürfen mit Ausnahme des Nordstrandes nicht betreten werden, da sie wertvolle Rast- und Brutflächen für Seevögel bieten, die dort in großer Zahl anzutreffen sind. Einige der unter Schutz stehenden Wiesen werden durch Gallowayrinder und schottische Hochlandrinder extensiv beweidet. Hierbei entsteht eine savannenartige Landschaft mit hoher Artenvielfalt. Ende 2002 wurde zudem ein kleiner Durchstich durch den Deich gewagt und das Kleine Noor wieder an die Flensburger Förde angeschlossen. Hier ist seither ein sehr artenreiches Biotop entstanden.
Da Holnis ein zunehmend beliebtes Ausflugsziel ist, ergeben sich aus dem recht großen Besucherandrang einige Naturschutzprobleme. Das Gebot, auf den Wegen zu bleiben, die Steilküstenbereiche nicht zu betreten und Hunde an der Leine zu führen, wird zum Teil nicht beachtet. Ebenso kommt es teilweise zu achtloser Müllentsorgung. Vor allem an den Wochenenden ist der Nordstrand im Sommer als Badestrand beliebt, da er nicht kurtaxenpflichtig ist. Das Gebiet wird von Mitarbeitern des Nabu SH überwacht. In der Infohütte kann man sich über das Schutzgebiet informieren.

## Sehenswürdigkeiten und Tourismus
Aufgrund der außergewöhnlichen Landschaft und vielfältigen Fauna ist Holnis ein beliebtes Urlaubsziel, das in den letzten Jahren touristisch zunehmend erschlossen wurde. Ferienwohnungen, Gästezimmer, Cafés, Restaurants und der am Oststrand bei Drei gelegene große Campingplatz Ostseecamp mit angeschlossenem langen Sandstrand bieten Urlaubern Übernachtungsmöglichkeiten. An diesem während der Sommermonate kostenpflichtigen Kurstrand werden Strandkörbe vermietet und verschiedene Wassersportmöglichkeiten und Freizeitaktivitäten angeboten. Holnis ist besonders bei Kitesurfern beliebt. Nahe Drei gibt es eine Surfschule.
Neben der Natur beherbergt die Halbinsel einige Sehenswürdigkeiten, beispielsweise den Leuchtturm Holnis. Etwas südlich der Holnis-Mole an der Holnisser Fährstraße befindet sich eine dänische Gedenkstelle, die an eine hier im April 1848 während der Schleswig-Holsteinischen Erhebung stattgefundene See-Land-Schlacht erinnert und Soldatengrab genannt wird: Zwei dänische Schiffe, die „Najaden“ und die „Hekla“, waren in dieses Gefecht involviert, und der Quartiermeister der „Hekla“, Niels T. Børgesen, wurde tödlich getroffen. Er wurde an dieser Stelle beigesetzt. Ein weiteres Grab ist das Seemannsgrab von 1839, das am Nordufer der Halbinsel liegt. Es erinnert an einen Flensburger Seemann, der auf seinem Schiff an Cholera starb und am Ufer begraben wurde. Ebenfalls als Sehenswürdigkeit kann die Kirche von Broager genannt werden. Sie ist zwar nur in der Ferne auf der anderen Seite der Förde zu sehen, doch die Sage von den Doppeltürmen von Broager ist auch hier sehr bekannt, und die ferne Kirche wird in diesem Zusammenhang gerne gezeigt. Auch die Ochseninseln mit der Sage ihrer Entstehung gehören zu den von Holnis aus sichtbaren Sehenswürdigkeiten.
Wassersportler finden im Südwesten der Halbinsel, bei Schausende, den Club Nautic e. V., einen bewachten und sehr geschützten Sportboothafen mit 169 Liegeplätzen, der Gästeliegeplätze und ein Restaurant bietet. Im Südosten bei Bockholm schließt sich der 1972 gegründete 18-Loch Förde-Golf-Club Glücksburg an.

## Die Sage vom Doktor Faust und seinem Fährknecht Nis
Eine lokale Sage unbekannten Ursprungs erklärt den Namen Holnis wie folgt: Der Doktor Faust, den man in der Gegend manchmal auch als Teufel bezeichnete, fuhr einst mit einem Nis, der in seinem Dienst stand, über die Förde. Aber der liebe Gott war dem Doktor Faust natürlich nicht wohlgesinnt und trieb ihn vor sich her. So kamen die beiden in einen starken Wind, und das gläserne Schiff, mit dem der teuflische Doktor die Tiefen und Untiefen des Meeres erforschte und Seekarten fertigte, drohte am Zugang zum Flensburger Hafen zu kentern. Faust, im Vergleich zum kleinen Nis zwar eine riesenhafte Gestalt, fürchtete den Untergang. So schrie der „olle Doktor“ „Hol Nis!“, denn der Nis sollte die Segel einholen und das Schiff zum Halten bringen, was ihm auch gelang. So entronn der Doktor Faust vorerst der göttlichen Strafe, und der Nis konnte aufatmen. Seitdem, so die Sage, heiße die dortige Halbinsel Holnis. — Die Sage existiert in verschiedenen Variationen. Teilweise finden dabei noch andere Ortsbenennungen an der Förde Erwähnung.

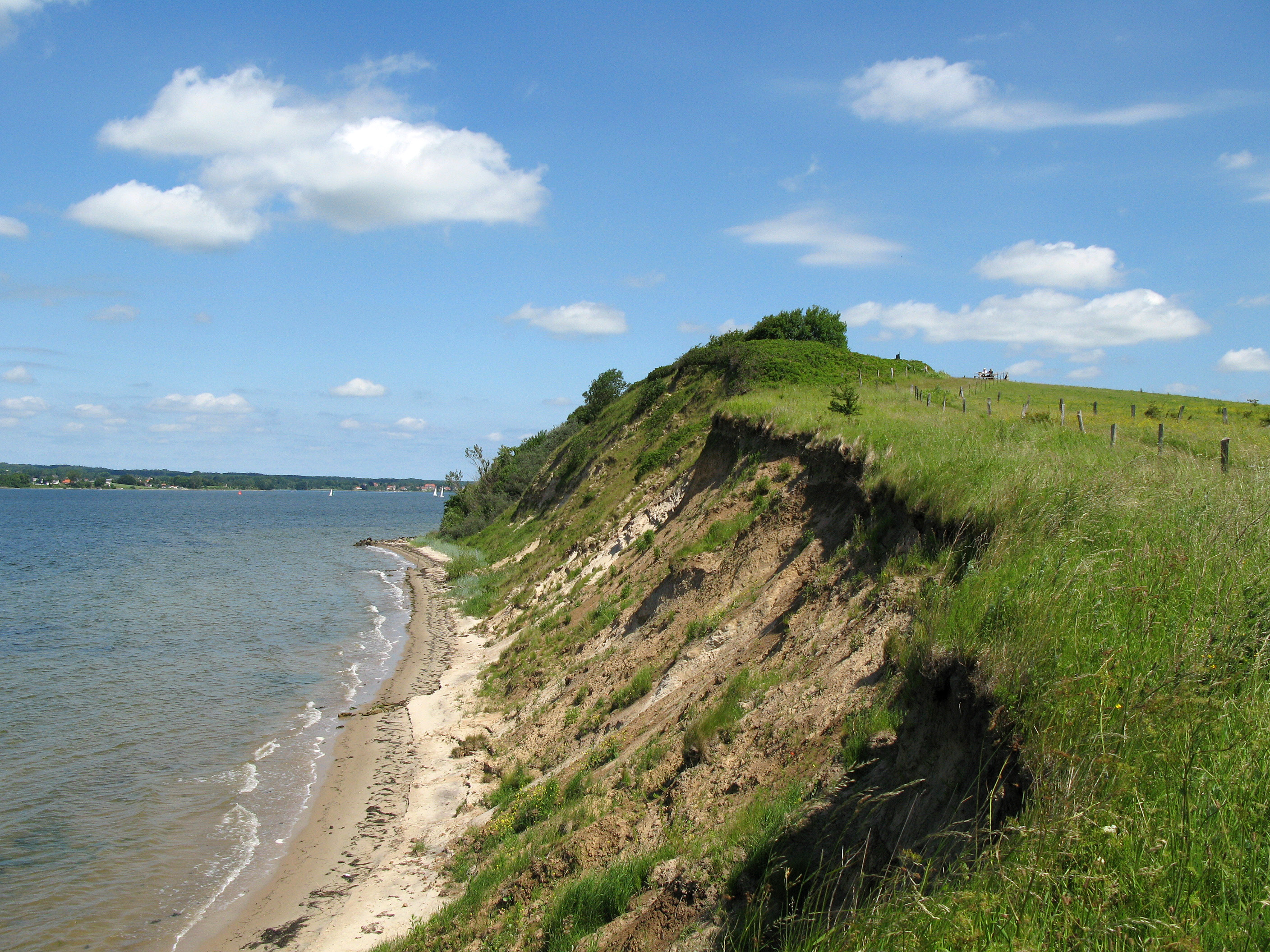
Naturdenkmal Holnis-Kliff
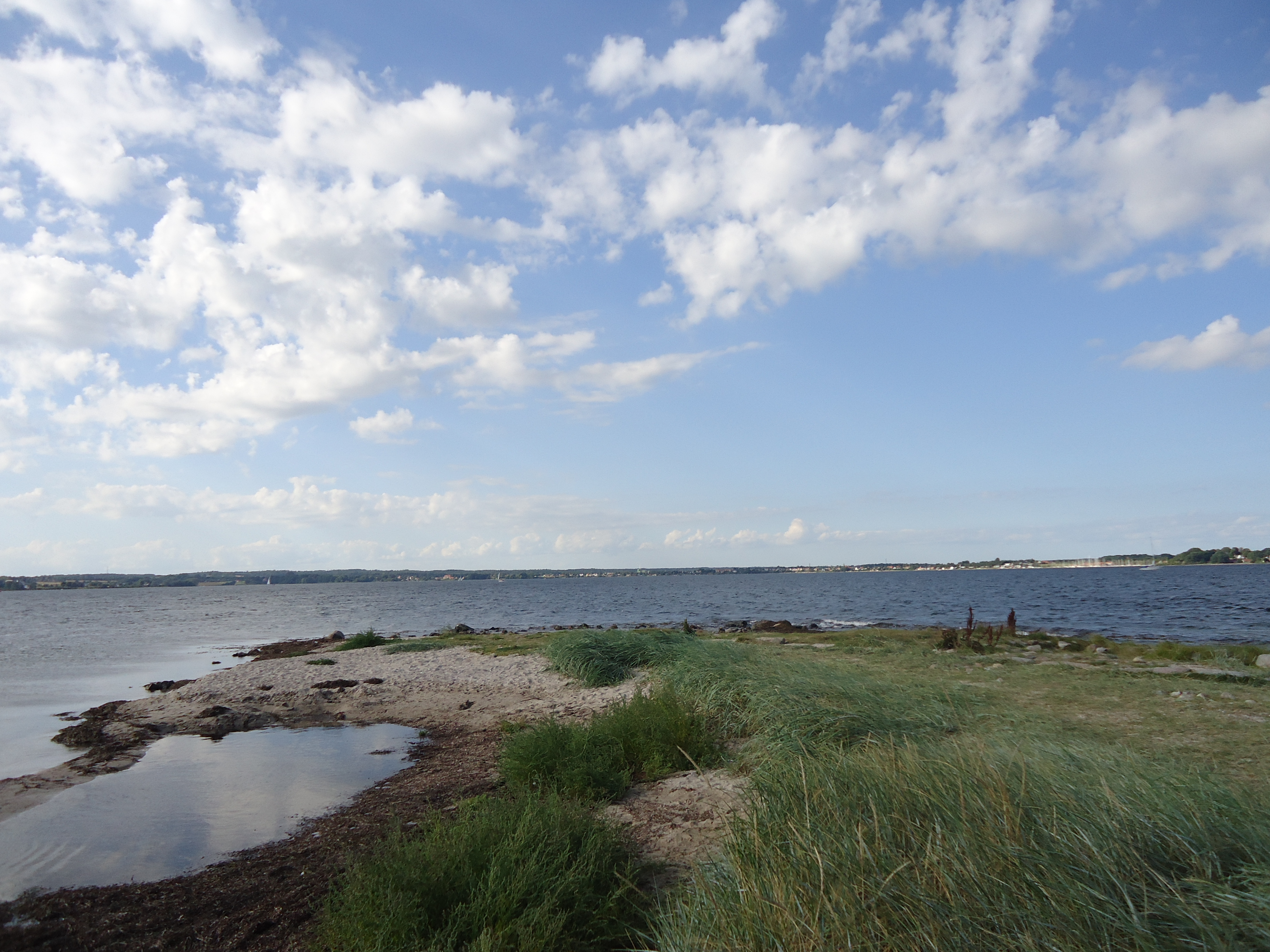
Holnisspitze, einstiger Fähranleger
Holnisspitze, Blick Richtung Brunsnæs/Dänemark
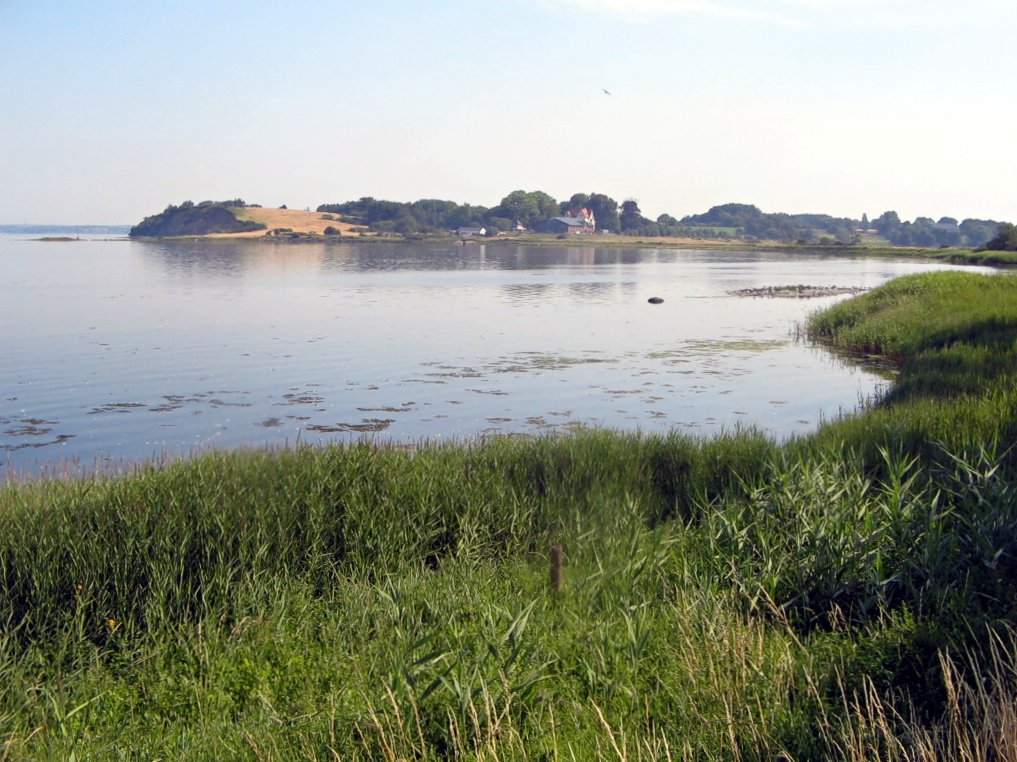
Westseite mit Steilküste
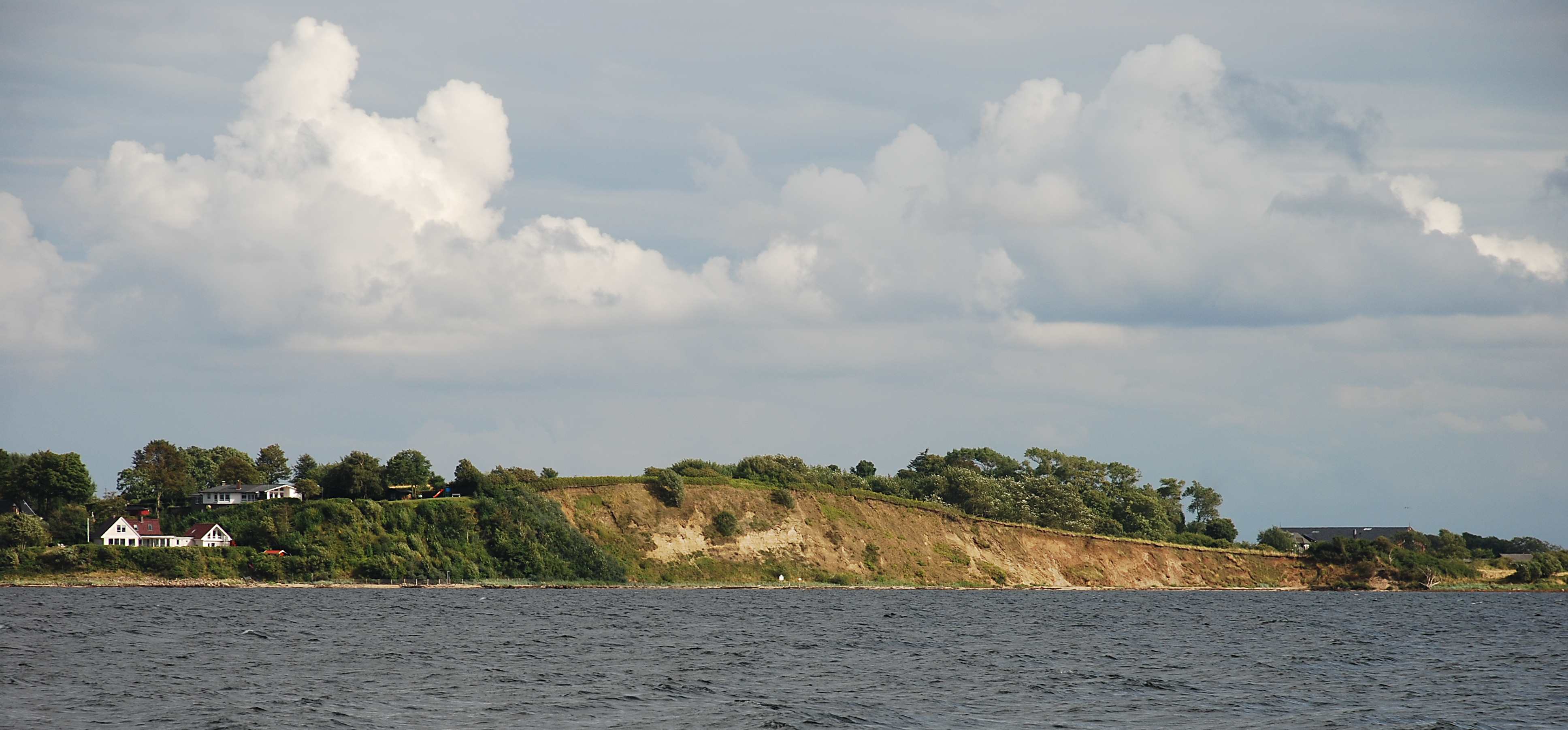
Steilküste von Dänemark aus gesehen
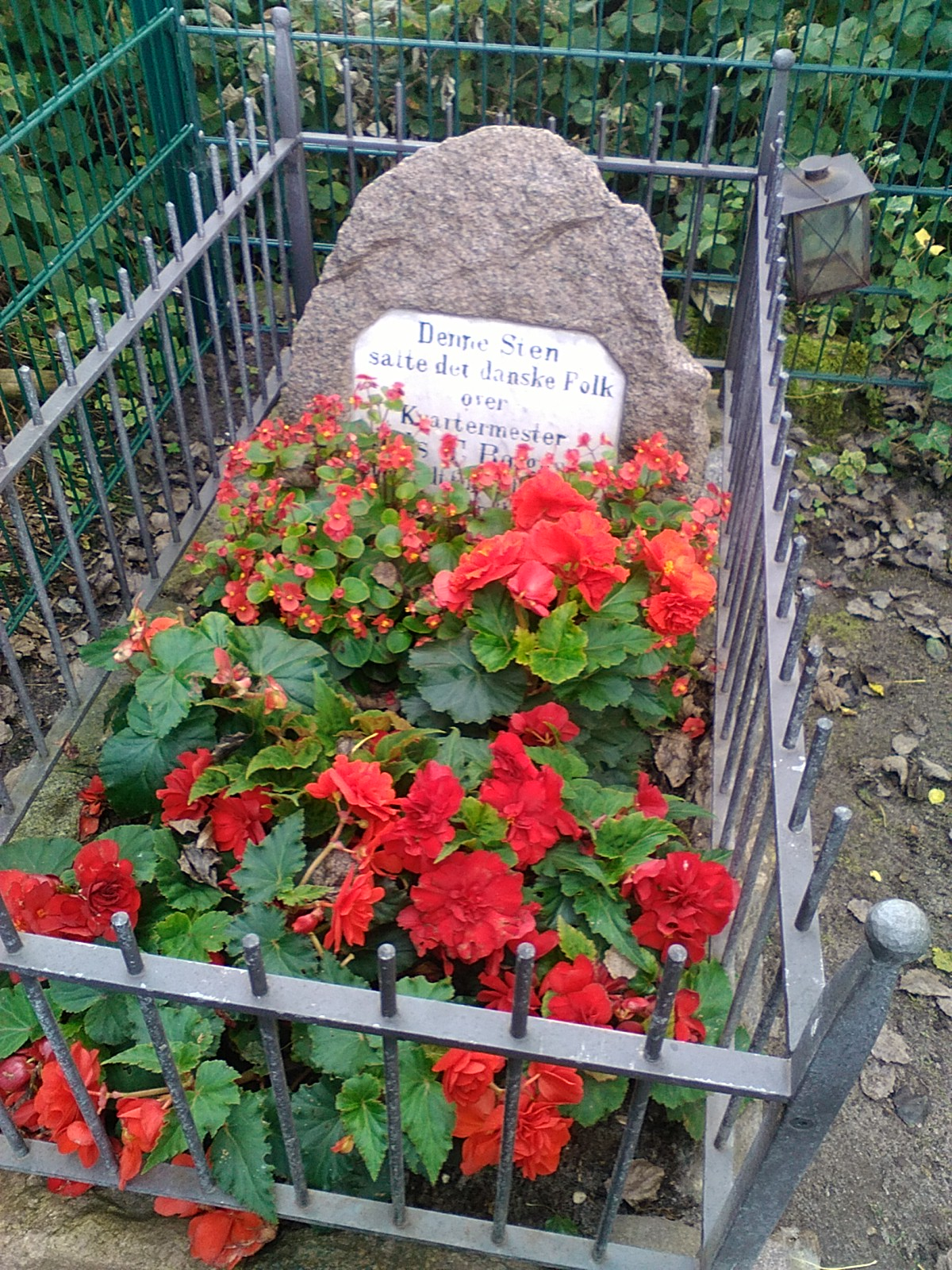
Grabstätte Quartiermeister Niels T. Børgesen
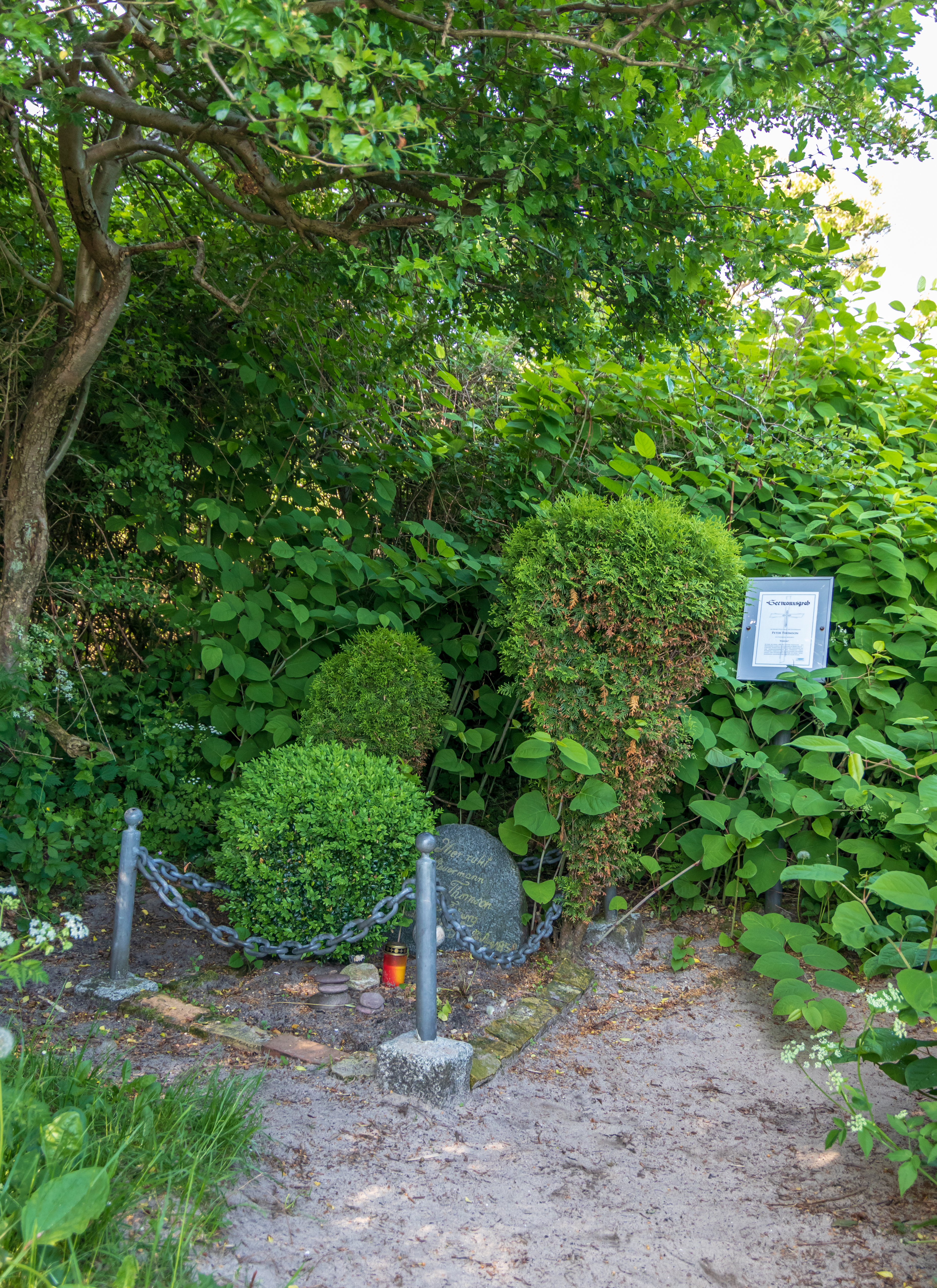
Grabstätte Peter Thomson